# Köfelebach
Der Köfelebach ist ein Bach in den Gemeinden St. Veit in Defereggen und Hopfgarten in Defereggen (Bezirk Lienz). Der Bach entspringt im Wald des Mooser Bergs und mündet bei Plon in die Schwarzach.

## Verlauf
Der Köfelebach entspringt an den Südwestflanken des Kreuzbergs im Wald des Mooser Bergs. Das Einzugsgebiet des Köfelebach ist dabei vergleichsweise klein und liegt zwischen dem Moosbach im Westen und dem Birker Bach im Osten, die ebenfalls im Bereich des Mooser Bergs entspringen. Der Köfelebach strebt großteils in südwestlicher Richtung dem Talboden zu. Er durchfließt im Oberlauf den Wald des Mooser Bergs und danach die Hofstelle Köfele, bevor er im Mittellauf westseitig an der Hofstelle Birk vorbeifließt. Zuletzt verlässt der Köfele Bach das Gemeindegebiet von St. Veit in Defereggen und tritt in den hier zu Hopfgarten gehörenden Talboden des Defereggentals ein. Er unterquert dort die Defereggentalstraße und fließt östlich am Gewerbegebiet von Plon vorbei. Hier mündet er schließlich von links in die Schwarzach, wobei sich direkt gegenüber die Mündung des Kleinitzer Almbachs befindet.